# Usinitsa
Usinitsa (connu aussi sous les noms de Suure-Usenitsa, Suure-Usenitsõ, Suure-Uusinitsa, Suurõ-Usinitsa, Suur-Usenitsa, Usenitsa-Suure, Usenitsa, Usenitse, Uuseni, Uusinitsa, Uusna) est un village de la commune de Setomaa, situé dans le comté de Võru au sud-est de l'Estonie. Avant la réforme administrative d'octobre 2017, il faisait partie de la commune de Mikitamäe dans le comté de Põlva.